# Rassul Boqijew
Rassul Boqijew (tadschikisch Расул Боқиев; * 29. September 1982) ist ein ehemaliger tadschikischer Judoka.

## Karriere
Rassul Boqijew trat im Leichtgewicht (bis 73 kg) an und gewann gleich bei seinem internationalen Debüt, den 2005 ausgetragenen asiatischen Judo-Meisterschaften von Taschkent, eine Bronzemedaille. Diesen Erfolg konnte er ein Jahr später bei den Asienspielen in Doha wiederholen. Auch bei mehreren World-Cup-Veranstaltungen war Boqijew erfolgreich: in Hamburg erreichte er beim Otto Super Cup Silber (2006) und Bronze (2008), in Budapest (2007) sogar Gold.
Mit dem dritten Platz bei den Judo-Weltmeisterschaften in Rio de Janeiro qualifizierte er sich im September 2007 für die Olympischen Sommerspiele 2008 in Peking. Dort besiegte er in seinen ersten Kämpfen Konkurrenten aus dem Kongo, der Ukraine und der Volksrepublik China, unterlag im Halbfinale jedoch dem südkoreanischen Weltmeister Wang Ki-chun. Den Bronzekampf gegen den belgischen Weltranglisten-Zweiten Dirk van Tichelt gewann er mit einer Yuko-Wertung. Damit sicherte er seinem Heimatland Tadschikistan die erste Medaille bei Olympischen Spielen überhaupt. Vier Jahre später unterlag er bei den Olympischen Spielen in London im Viertelfinale dem Japaner Riki Nakaya und belegte am Ende des Wettbewerbs den siebten Platz. Nach den Olympischen Spielen in London beendete er seine Karriere.